# Capreomicină
Capreomicina este un antibiotic utilizat în tratamentul tuberculozei rezistente la alți agenți. Căile de administrare disponibile sunt: intravenoasă și intramusculară.
Molecula a fost descoperită în anul 1960. S-a aflat pe lista medicamentelor esențiale ale Organizației Mondiale a Sănătății până în 2019, dar a fost retrasă.

## Utilizări medicale
Capreomicina este utilizată în asociere cu alte antituberculoase în tratamentul infecțiilor cu Mycobacterium tuberculosis.

## Reacții adverse
Produce frecvent probleme la nivel renal și auditiv, fiind nefrotoxică și ototoxică.